# Wong Kar-Wai
Wong Kar-wai (em chinês: 王家衛 (chinês tradicional) /王家卫 (chinês simplificado); romaniz.: Wáng Jiā-wèi (pinyin)/ Wong⁴ Gaa¹-wai⁶ (jyutping)) é um cineasta chinês radicado em Hong Kong.
Juntamente de diretores como Eddie Fong, Stanley Kwan e Clara Law, pertence ao movimento chamado de "Segunda Nova Onda" do cinema de Hong Kong. Foi o primeiro chinês a ganhar o prêmio de Melhor Diretor no Festival de Cannes de 1997.

## Biografia
Nascido em Xangai em 1958, batizado com o sobrenome de família Wong, que vem antes do prenome Kar-Wai, conforme funciona na cultura chinesa. Mudou-se com os pais para Hong Kong em 1963. Vindo da China continental e falando apenas mandarim de Xangai, era levado frequentemente pela mãe em salas de cinema, como uma forma de acelerar a sua exposição ao dialeto cantonês falado em Hong Kong, em que ele se tornou fluente a partir dos 13 anos de idade.
Em meados da década de 1970 estudava Design Gráfico na Escola Politécnica de Hong Kong. Graduado em 1980 e interessado em fotografia, em particular o trabalho de Robert Frank, Henri Cartier-Bresson e Richard Avedon, matriculou-se logo após sua formatura em 1980 em um programa de treinamento patrocinado pelo canal Television Broadcasts Limited (HKTVB). Reconhecido por seu trabalho inicial como assistente de produção de uma série de periódicos, ele rapidamente progrediu para escrita de roteiros, principalmente para a popular telenovela popular Don't Look Now, em 1981, e passou a se dedicar unicamente a essa carreira. Deixou a HKTVB no ano seguinte para se tornar um roteirista em tempo integral para o cinema, onde escreveu roteiros para os mais variados gêneros, sempre com uma veia comercial, para as renomadas empresas de produção local The Wing Scope Co. e In-gear Film Production Company. Além de assinar os roteiros dos filmes "Rainbow" (1982), "Chase a Fortune" (1985) e "The Final Victory" (1987), Wong Kar-Wai considera ter colaborado de alguma forma  em cerca de cinquenta outros, embora não tenha ganho crédito oficial. Durante esse período, encontrou no diretor Patrick Tam, de "The Final Victory", um mentor que lhe apresentou o trabalho do escritor argentino Manuel Puig, pelo qual Wong Kar-Wai seria particularmente influenciado pela narrativa fragmentária de Boquinhas pintadas.

### Carreira como diretor
Enquanto trabalhava em "The Final Victory", Wong Kar-Wai preparava sua estreia como diretor de cinema fazendo o filme policial "Conflito Mortal". Embora guardasse semelhança com obras comerciais baseadas em artes marciais do cinema de Hong Kong, o primeiro longa-metragem do cineasta registrava um estilo visual muito próprio e fazia tributo ao filme "Caminhos Perigosos", de Martin Scorsese. Lançado em 1988, "Conflito Mortal" foi uma sensação no circuito local e possibilitou que Kar-Wai apostasse na direção cinematográfica.
Em 1990, Wong Kar-Wai fez seu segunda longa-metragem, "Dias Selvagens", o seu primeiro filme autoral. Embora tenha sido um fracasso comercial que custou muito dinheiro para a produtora, o filme rendeu seus elogios da crítica e os primeiros prêmios internacionais, além de apresentar algumas das características que se tornariam marca registrada do estilo do diretor, como o enfoque em personagens melancólicos e desajustados, atormentados por memórias, com histórias tortuosas, contadas sobre o fundo de trilhas sonoras elaboradas. No mesmo período e ao lado de seu colega de direção Jeff Lau, fundou a Jet Tone Films, sua própria produtora, com o objetivo de ter total controle sobre seus projetos e fazer filmes à sua maneira.
A primeira produção da Jet Tone Films foi "Cinzas do Passado", que Wong Kar-Wai começou a trabalhar em 1992. Este um épico wuxia lhe tomou cerca de dois anos de filmagens no deserto de Gobi e milhões de dólares. O cansaço causado pela longa produção e o elevado custo da obra o levou a rodar, em um intervalo da pós´produção de "Cinzas", um filme paralelo, "Amores Expressos", de baixo orçamento e menos esforço criativo que foi filmado e editado em apenas três meses e estreou pouco antes da conclusão de "Cinzas do Passado", em 1994. Além de lhe render reconhecimento internacional, especialmente na Europa e nos Estados Unidos, "Amores Expressos" representou um escape ao cineasta, que lhe ajudou a finalizar seu épico de artes marciais meses depois, embora não tenha sido reconhecido à época como um sucesso comercial e de crítica.
Em 1995, foi lançado "Anjos Caídos", que originalmente foi concebido junto ao processo de produção de "Amores Expressos", mas acabou desmembrado em um filme próprio. Dois anos mais tarde, estreou "Felizes Juntos", seu sexto longa metragem e que lhe rendeu o prêmio de Melhor Diretor no Festival de Cannes de 1997. Wong Kar-Wai consolidou-se como um diretor autoral bem-visto pela crítica com seus dois filmes seguintes, "Amor À Flor Da Pele" e "2046 - Os Segredos do Amor", lançados respectivamente em 2000 e 2004. Também dirigiu um dos três segmentos do filme "Eros", também de 2004, e dois anos depois foi convidado para presidir o júri do Festival de Cannes, tornando-se o primeiro diretor chinês a fazê-lo.
Em 2007, foi lançado "My Blueberry Nights", seu nono longa-metragem e o primeiro feito integralmente em língua inglesa, que teve a estreia da cantora Norah Jones como atriz. Em 2013, finalizou e lançou "O Grande Mestre", filme baseado na vida do mestre de kung fu Yip Man.

## Filmografia

### Longa-metragem
| Ano  | Título original                | Título no Brasil           | Título em Portugal         |
| ---- | ------------------------------ | -------------------------- | -------------------------- |
| 1988 | Wong Gok Ka Moon (旺角卡門)    | Conflito Mortal            | Ao Sabor da Ambição        |
| 1990 | A Fei Zheng Chuan (阿飛正傳)   | Dias Selvagens             | Days of Being Wild         |
| 1994 | Dung Che Sai Duk (東邪西毒)    | Cinzas do Passado          | As Cinzas do Tempo         |
| 1994 | Chung Hing Sam Lam (重慶森林)  | Amores Expressos           | Chungking Express          |
| 1995 | Duo Luo Tian Shi (墮落天使)    | Anjos Caídos               | Anjos Caídos               |
| 1997 | Chun Gwong Cha Sit (春光乍洩)  | Felizes Juntos             | Felizes Juntos             |
| 2000 | Fa Yeung Nin Wa (花樣年華)     | Amor à Flor da Pele        | Disponível para Amar       |
| 2004 | 2046 (filme)                   | 2046 - Os Segredos do Amor | 2046 - Os Segredos do Amor |
| 2007 | My Blueberry Nights (藍莓之夜) | Um Beijo Roubado           | O Sabor do Amor            |
| 2013 | Yi dai zong shi (一代宗師)     | O Grande Mestre            | O Grande Mestre            |

### Outros
| Ano  | Título Original                         |                                                                              |
| ---- | --------------------------------------- | ---------------------------------------------------------------------------- |
| 1996 | wkw/tk/1996@7'55"hk.net                 | curta-metragem/publicidade                                                   |
| 2000 | Hua yang de nian hua                    | curta-metragem                                                               |
| 2001 | The Hire: The Follow                    | curta-metragem/publicidade                                                   |
| 2002 | Six Days                                | videoclipe                                                                   |
| 2004 | "A Mão"                                 | segmento do Eros                                                             |
| 2007 | "I Travelled 9000 km to Give It to You" | curta-metragem em Chacun son cinéma : une déclaration d'amour au grand écran |
| 2007 | There's Only One Sun                    | curta-metragem/publicidade                                                   |

## Prémios
- Recebeu três nomeações ao Independent Spirit Awards de Melhor Filme Estrangeiro, por "Chungking Express" (1994), "Happy Together" (1997) e "In the Mood for Love" (2000).
- Recebeu uma nomeação ao BAFTA de Melhor Filme Estrangeiro, por "In the Mood for Love" (2000).
- Ganhou o César de Melhor Filme Estrangeiro, por "In the Mood for Love" (2000).
- Recebeu uma nomeação ao Préio Bodil de Melhor Filme Não-Americano, por "In the Mood for Love" (2000).
- Ganhou o Prémio de Melhor Realizador no Festival de Cannes, por "Happy Together" (1997).
- Ganhou o Prémio FIPRESCI no Festival de Valladolid, por "2046 - Os Segredos do Amor" (2006).
- Ganhou o Prémio FIPRESCI no Festival de Estocolmo, por "Chungking Express" (1994).
- Ganhou o Prémio de Melhor Filme no Festival de Valdivia, por "In the Mood for Love" (2000).